# つくば警察署

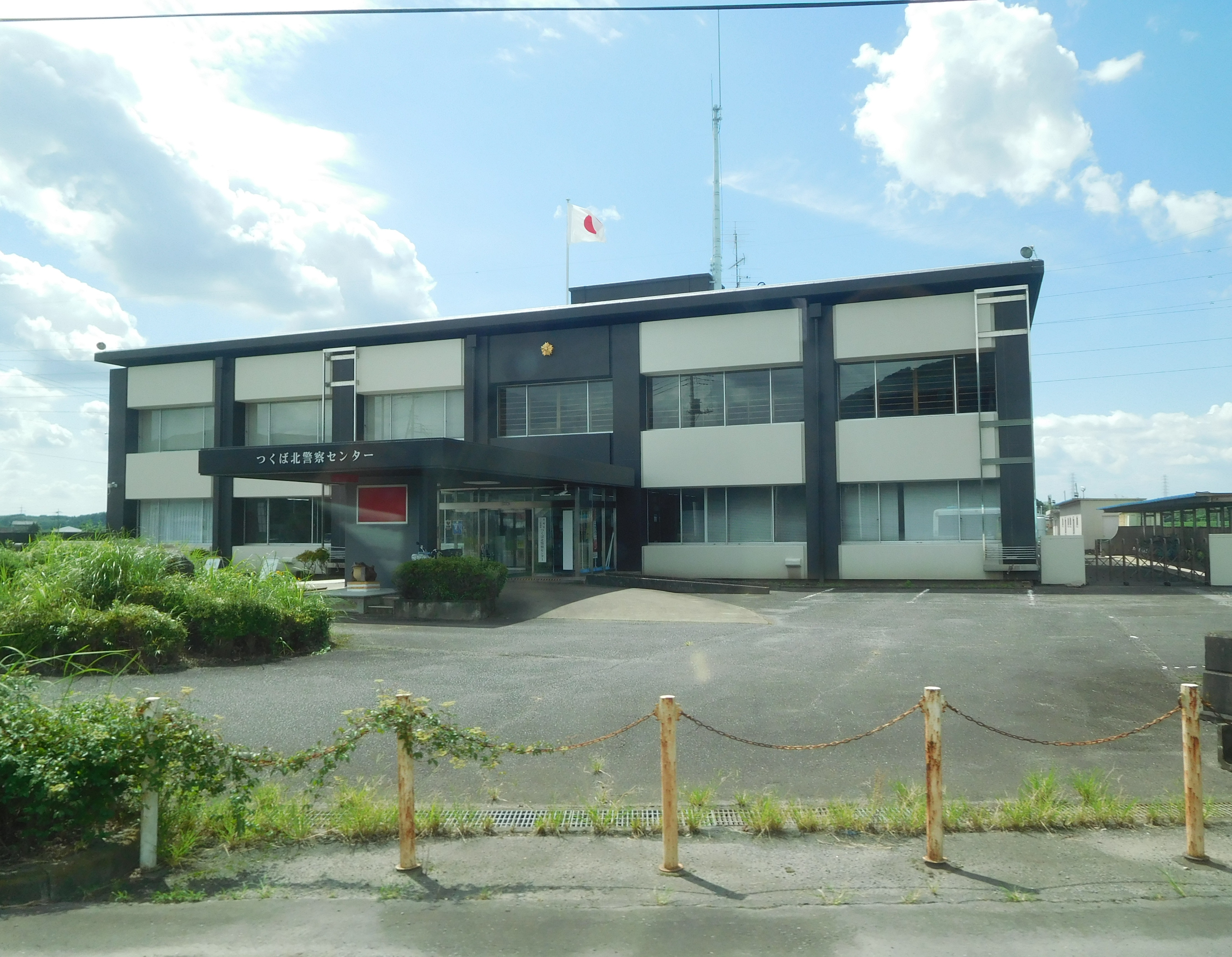
つくば北警察センター

つくば警察署（つくばけいさつしょ）は、茨城県警察の警察署の一つ。つくば市学園の森三丁目に本署を、北条につくば北警察センターを置く。署員定数は260人で、茨城県警察の中では水戸警察署（360人）に次ぐ規模である。

## 沿革
- 2020年（令和2年）3月2日 - つくば中央警察署とつくば北警察署を統合し、発足した[2][3]。

## 庁舎
警察署庁舎は鉄筋コンクリート構造5階建てで、1階に総合窓口を置いている。旧つくば中央警察署・つくば北警察署にはなかった女性用の留置場も整備した。茨城県警察としては初めて、災害時の対応のため免震構造を採用し、警察車両用の給油施設を設けた。署員定数では県内第2位であるが、敷地面積（約2万 m2）は県内最大である。
旧つくば北警察署を転用したつくば北警察センターは、運転免許の更新や被害届の提出、道路使用許可の申請（一部）などの事務を取り扱う。

## 組織
- 署長
- 副署長
- 刑事官
- 地域・交通官
- 警務課
  - 総合相談係
  - 被害者支援係
- 会計課
- 留置管理課
- 地域第一課
- 地域第二課
- 生活安全課
  - 銃刀係
- 刑事第一課
  - 鑑識係
- 刑事第二課
  - 告訴係
- 刑事第三課
- 交通課
  - 企画・安全係
  - 免許係
- 警備課

## 交番・駐在所
| 交番・駐在所           | 所在地   | 所在地                   |
| 交番・駐在所           | 自治体   | 町名または大字および番地 |
| ---------------------- | -------- | ------------------------ |
| 赤塚交番               | つくば市 | 東二丁目32番地2          |
| 茎崎交番               | つくば市 | 小茎564番地1             |
| 研究学園交番           | つくば市 | 研究学園一丁目1番地2     |
| つくば駅前交番         | つくば市 | 吾妻二丁目7番地13        |
| 並木交番               | つくば市 | 並木四丁目1番地2         |
| 松代交番               | つくば市 | 松代四丁目19番地         |
| 谷田部地区交番         | つくば市 | 谷田部4711番地3          |
| 筑穂交番               | つくば市 | 筑穂一丁目15番地1        |
| 柴崎駐在所             | つくば市 | 柴崎754番地1             |
| 豊里駐在所             | つくば市 | 今鹿島4174番地5          |
| 万博記念公園駅前駐在所 | つくば市 | 諏訪C13街区14画地        |
| 筑波山駐在所           | つくば市 | 沼田1698番地1            |
| 上大島駐在所           | つくば市 | 上大島647番地1           |
| 小田駐在所             | つくば市 | 小田2947番地8            |
| 作谷駐在所             | つくば市 | 作谷1130番地             |
| 吉沼駐在所             | つくば市 | 吉沼1143番地1            |

菅間駐在所は、つくば北警察センターに統合。

## 主な未解決事件
- 1998年（平成10年）3月22日、つくば市春日のアパートで、フィリピン国籍の女性の他殺体が見つかる。首に切り傷と絞められた痕があり、死後数日経過していた。
- 1999年（平成11年）5月3日、つくば市高田の山林で、筑波大学女子学生の絞殺体が見つかる。同年4月10日以降、足取りが途絶えていた。
- 2003年（平成15年）4月30日 - 5月7日、つくば市内の3河川から男性の切断死体が見つかる。頭部のみ未発見で、身元は判明していない。